# Leskovec nad Moravicí

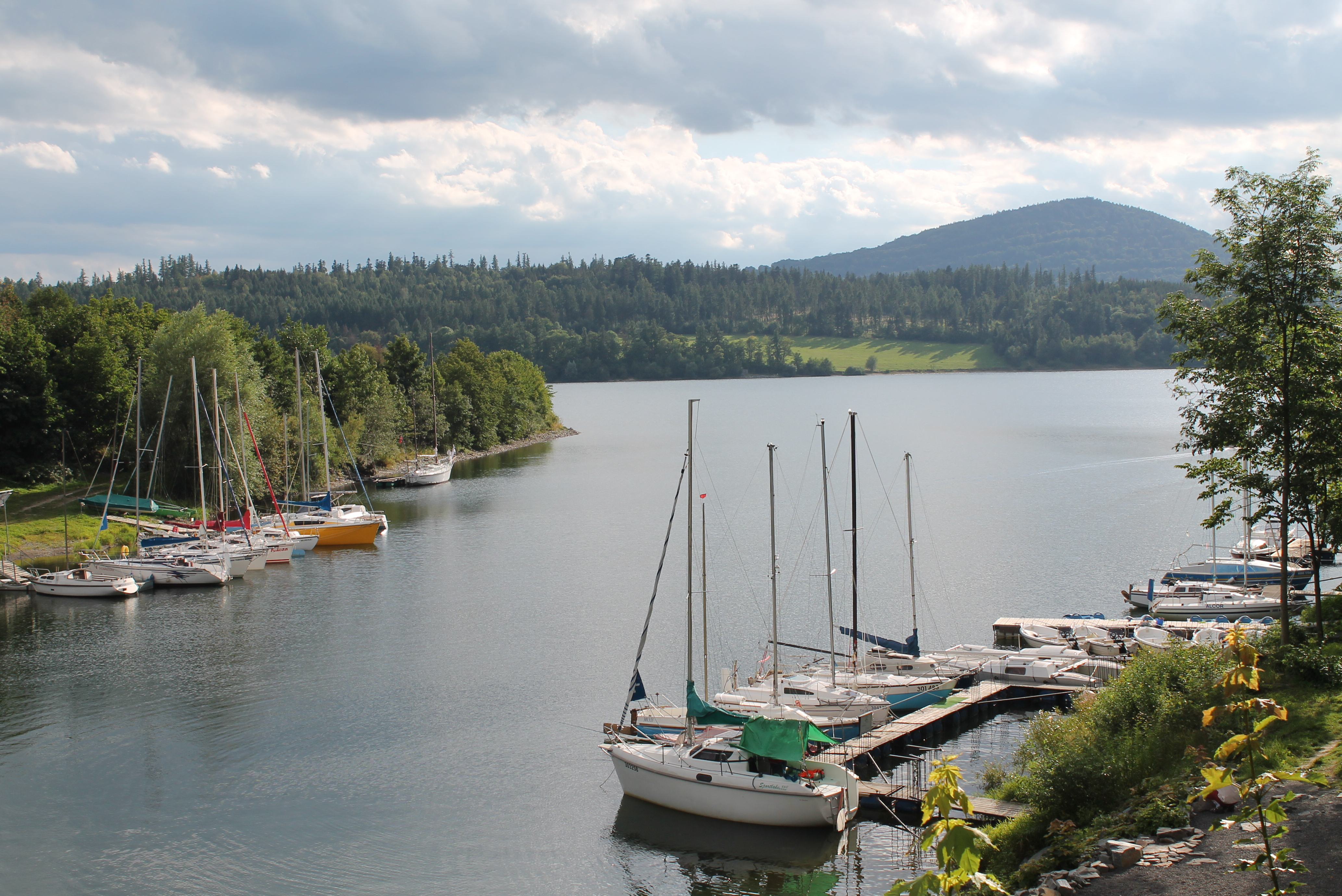
Přístaviště v Leskovci

Leskovec nad Moravicí (dříve také Špachov, německy Spachendorf, polsky Leskowiec nad Morawicą či Szpachów) je obec ležící v okrese Bruntál v Moravskoslezském kraji. Žije v ní 442 obyvatel. Téměř celé území obce leží ve Slezsku.

## Název
Nejstarší zaznamenaná podoba jména je německé Lechsdorf, které bylo zřejmě vytvořeno z českého Léščnice. Jeho základem bylo přídavné jméno léščený - "lískový". Vesnice byla tedy pojmenována podle lískových porostů. Z roku 1302 je pak doloženo nové německé jméno Spachendorf užívané až do 20. století, v jehož první části je Spache - "suché chrastí". To bylo také přejímáno do češtiny (Špachovice, Špachov), ale souběžně se udrželo povědomí o starém českém jméně, takže koncem 19. století bylo obnoveno jméno Leskovice a pak Leskovec od nářečního léskový.

## Historie
První písemná zmínka o obci pochází z roku 1224 (Lechsdorff). Od roku 1768 se zde nachází kostel sv. Vavřince. K 1. lednu 1953 došlo na základě usnesení MNV obcí Bílčice a Leskovec nad Moravicí k rozšíření katastru Leskovce nad Moravicí o část katastru obce Bílčice zvanou „Tovární kolonie“ a tak od té doby zasahuje Leskovec nad Moravicí i na Moravu. V současnosti je téměř celé toto připojené moravské území zatopené vodní nádrží Slezská Harta. Jedná se o oblast, o níž informuje úvod tohoto článku.

## Obyvatelstvo
Počet obyvatel celé obce Leskovec nad Moravicí podle sčítání nebo jiných úředních záznamů:
| Rok            | 1869 | 1880 | 1890 | 1900 | 1910 | 1921 | 1930 | 1950 | 1961 | 1970 | 1980 | 1991 | 2001 | 2011 | 2021 |
| -------------- | ---- | ---- | ---- | ---- | ---- | ---- | ---- | ---- | ---- | ---- | ---- | ---- | ---- | ---- | ---- |
| Počet obyvatel | 2039 | 1855 | 1685 | 1786 | 1791 | 1499 | 1537 | 810  | 1010 | 961  | 855  | 512  | 522  | 419  | 377  |
| Počet domů     | 251  | 247  | 271  | 244  | 277  | 277  | 289  | 343  | 218  | 204  | 184  | 113  | 150  | 155  | 162  |

1. ↑  z toho: 21 Čechoslováků, 1502 Němců; 1526 řím. kat., 8 evang.
2. ↑  z toho: 493 Čechů, Moravanů a Slezanů, 19 Slováků, 6 Němců, 1 Polák; 131 řím. kat., 2 čsl. hus., 4 evang., 327 bez vyzn.

V celé obci Leskovec nad Moravicí je evidováno 184 adres : 171 čísel popisných (trvalé objekty) a 13 čísel evidenčních (dočasné či rekreační objekty). Při sčítání lidu roku 2001 zde bylo napočteno 150 domů, z toho 102 trvale obydlených.
Počet obyvatel samotného Leskovce nad Moravicí podle sčítání nebo jiných úředních záznamů:
| Rok            | 1869 | 1880 | 1890 | 1900 | 1910 | 1921 | 1930 | 1950 | 1961 | 1970 | 1980 | 1991 | 2001 | 2011 | 2021 |
| -------------- | ---- | ---- | ---- | ---- | ---- | ---- | ---- | ---- | ---- | ---- | ---- | ---- | ---- | ---- | ---- |
| Počet obyvatel | 1858 | 1670 | 1502 | 1602 | 1618 | 1353 | 1368 | 769  | 998  | 949  | 846  | 503  | 516  | 418  | 368  |
| Počet domů     | 219  | 214  | 238  | 211  | 241  | 241  | 253  | 304  | 218  | 201  | 182  | 110  | 133  | 138  | 145  |

1. ↑  z toho místní část Luh 168
2. ↑  z toho: 19 Čechoslováků, 1338 Němců; 1359 řím. kat., 6 evang.

V samotném Leskovci nad Moravicí je evidováno 165 adres: 153 čísel popisných a 12 čísel evidenčních. Při sčítání lidu roku 2001 zde bylo napočteno 133 domů, z toho 99 trvale obydlených.

## Obecní správa

### Části obce
- Leskovec nad Moravicí
- Slezská Harta

### Obecní symboly
Znak a vlajka byly obci uděleny rozhodnutím předsedy Poslanecké sněmovny Parlamentu České republiky dne 13. února 1996.

## Osobnosti
- Rudolf Saliger (1873–1958), doktor technických věd, rektor Technické univerzity ve Vídni